# 라우라 히조투
라우라 지 카르발류 히조투(포르투갈어: Laura de Carvalho Rizzotto, 라트비아어: Laura di Karvaļu Rizoto 라우라 디 카르발루 리조토, 1994년 7월 18일 ~ )는 브라질, 라트비아의 싱어송라이터, 기타 연주자, 피아노 연주자다. 유로비전 송 콘테스트 2018 라트비아 대표 참가자이며, 참가곡은 "Funny Girl"이다.

## 음반 목록
- Made in Rio (2011)
- Reason to Stay (2014)